# James Phillip Hoffa

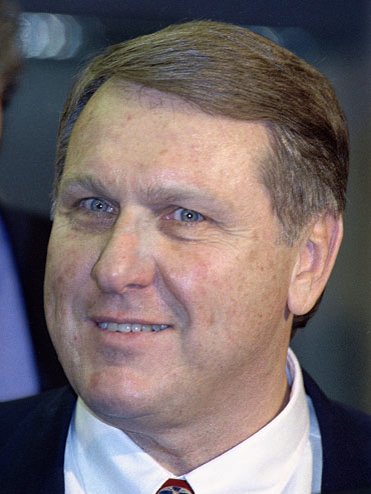
James Philipp Hoffa

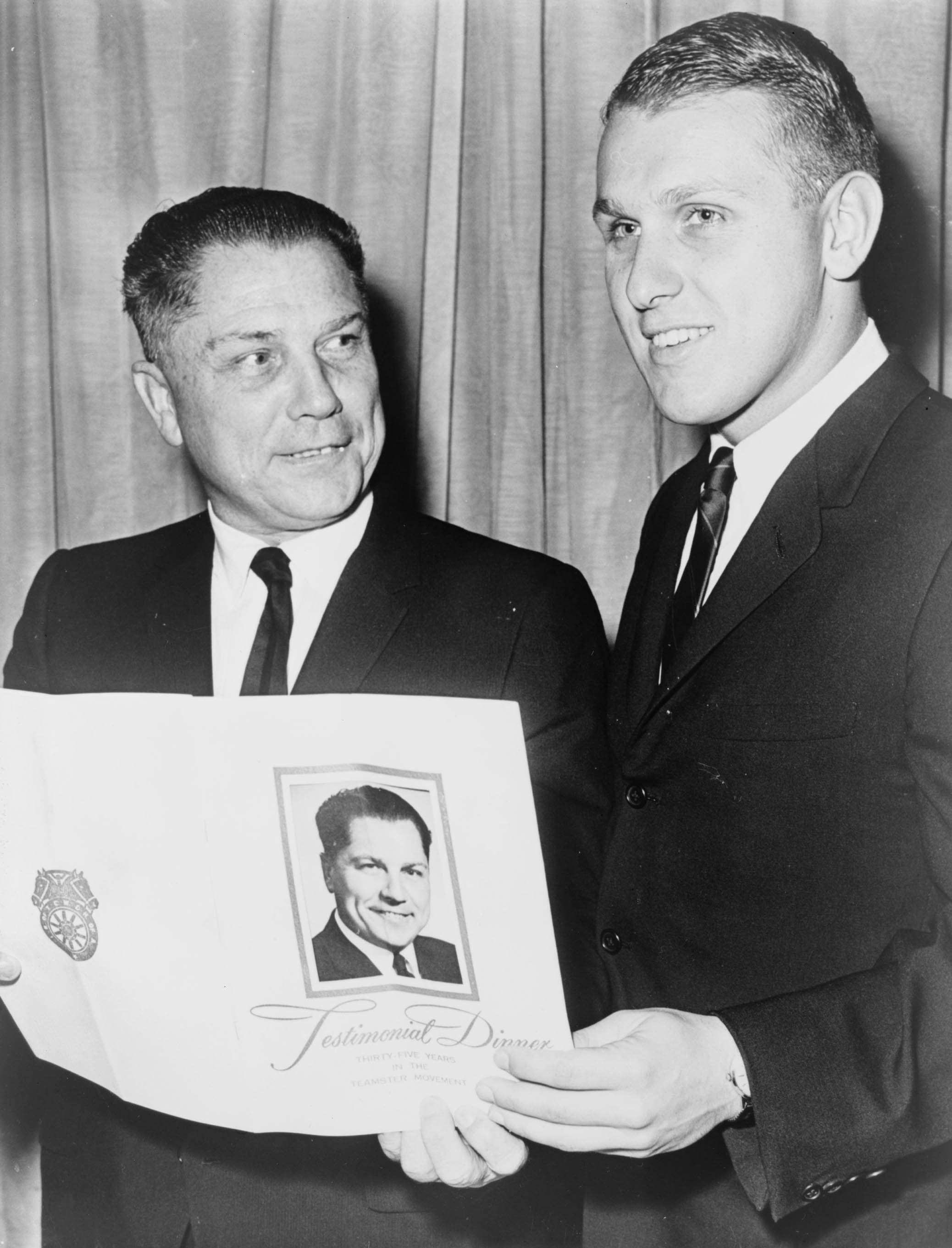
Jimmy Hoffa und James Philipp Hoffa

James Phillip „Jim“ Hoffa (* 19. Mai 1941 in Detroit, Michigan) ist ein US-amerikanischer ehemaliger Gewerkschaftsführer, der zwischen 1999 und 2022 Präsident der International Brotherhood of Teamsters war.

## Biografie
James Phillip Hoffa ist der einzige Sohn von James Riddle Hoffa und Josephine Hoffa (geb. Poszywak). Er wurde drei Jahre nach seiner Schwester Barbara Ann Hoffa (verheiratete Barbara Ann Crancer) am 19. Mai 1941 in Detroit geboren.
Hoffa ist seit seinem 18. Lebensjahr 1959 Mitglied der „Teamsters“ und besitzt seit 1963 einen Abschluss in Wirtschaft der Michigan State University und seit 1966 einen Abschluss in Jura der University of Michigan Law School.
Zwischen 1968 und 1993 fungierte er als Anwalt der „Teamsters“ und stellte sich 1996 der Wahl zu deren Präsidenten, die er gegen Ron Carey verlor.
Auf Grund von Unstimmigkeiten („Teamstergate“) musste Carey von seinem Amt zurücktreten und durfte auch nicht an der Neuwahl teilnehmen. Am 19. März 1999 wurde James P. Hoffa, wie einst sein Vater Jimmy Hoffa, Präsident der „Teamsters“.
James P. Hoffa wird dem konservativen Flügel der „Teamsters“-Gewerkschaft zugerechnet. Wie sein Vater verfügt er über großen politischen Einfluss und Verbindungen. Er trat unter anderem beim Demokratischen Parteitag 2004 als Sprecher auf.
2005 überführte er seine Gewerkschaft aus der AFL-CIO in den neuen Dachverband Change to win. 
Hoffa ist verheiratet und hat zwei Söhne.